# Morten Frank Larsen
Morten Frank Larsen (født 24. marts 1965) er en dansk operasanger (baryton), bosat i Wien.
Morten Frank Larsen er musikstudent fra Ikast Gymnasium i 1983. Han studerede ved Det Jyske Musikkonservatorium 1986-1991 og ved Operaakademiet i København 1991-1994.
1994 debuterede han i Århus Sommeropera i Lucretia. Efter freelance-opgaver ved bl.a. Den Jyske Opera og Det Kgl. Teater kom han i 1997 til Braunschweig. Fra 2000 har Morten Frank Larsen været tilknyttet Volksoper i Wien, kombineret med optrædener på mange andre operascener, herunder Wiener Staatsoper. 
Morten Frank Larsen modtog i 1999 Francesco Cristofoli-prisen, i 2002 Aksel Schiøtz-prisen og i 2003 Eberhard Waechter-medaljen.
Han er gift med sopranen Lone Rasmussen (født 7. september 1966), tidligere solist ved Den Jyske Opera, men som nu synger i koret på Wiener Staatsoper.

## Ekstern henvisning
- Biografi på Volksopers hjemmeside Arkiveret 24. september 2008 hos  Wayback Machine